# Leichtathletik-Weltmeisterschaften 2011/Dreisprung der Männer

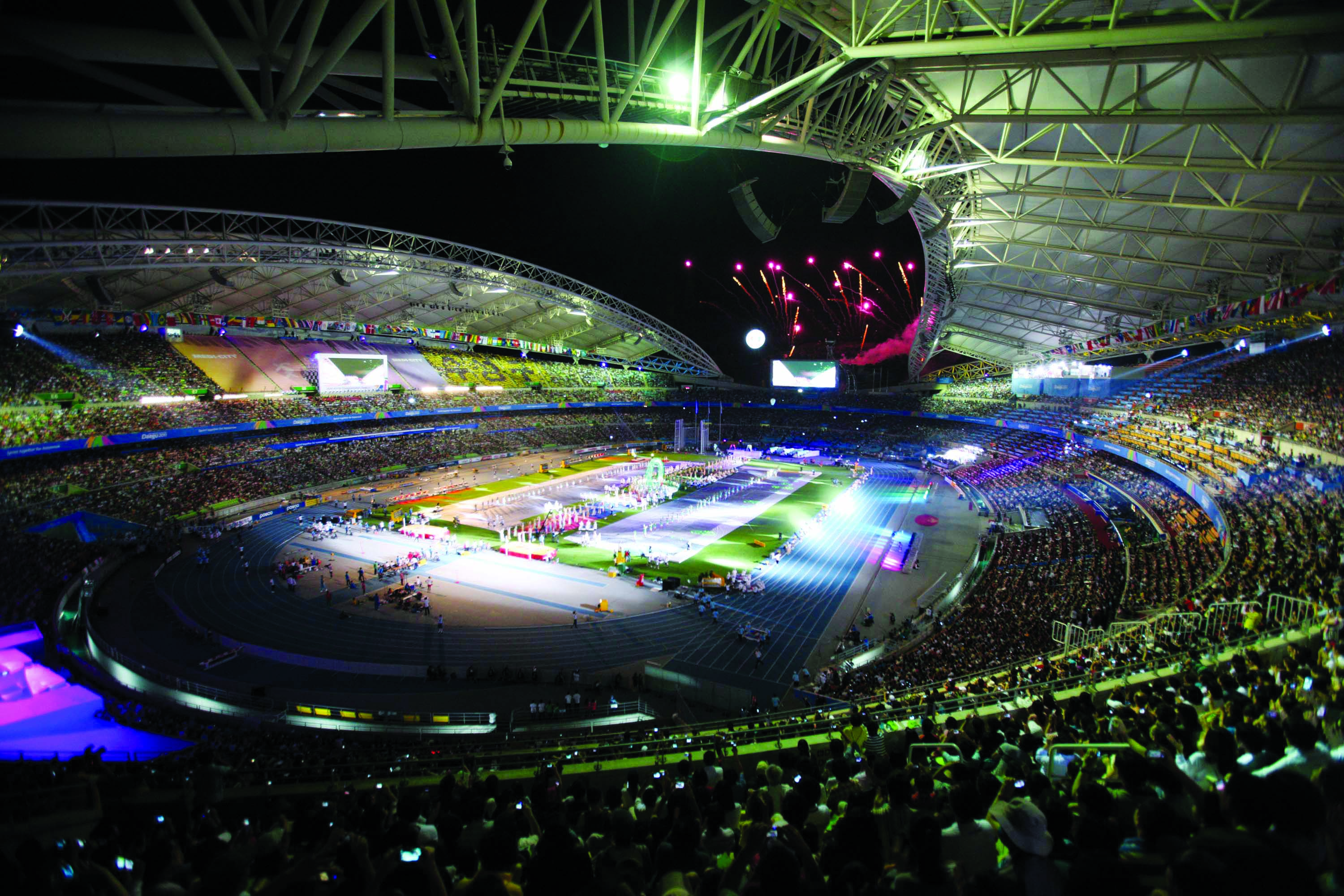
Das Daegu-Stadion im Jahr 2010

Der Dreisprung der Männer bei den Leichtathletik-Weltmeisterschaften 2011 wurde am 2. und 4. September 2011 im Daegu-Stadion der südkoreanischen Stadt Daegu ausgetragen.
In diesem Wettbewerb errangen die Dreispringer aus den Vereinigten Staaten mit Gold und Bronze zwei Medaillen. Weltmeister wurde Christian Taylor. Er gewann vor dem britischen Titelverteidiger, Olympiazweiten von 2008 und amtierenden Europameister Phillips Idowu. Bronze ging an Will Claye.

## Bestehende Rekorde
| Weltrekord               | 18,29 m | Jonathan Edwards | WM 1995 in Göteborg, Schweden | 7. Juli 1995 |
| Weltmeisterschaftsrekord | 18,29 m | Jonathan Edwards | WM 1995 in Göteborg, Schweden | 7. Juli 1995 |

Der bestehende WM-Rekord wurde bei diesen Weltmeisterschaften nicht eingestellt und nicht verbessert.
Es wurde eine Weltjahresbestleistung aufgestellt:
- 17,96 m – Christian Taylor (USA), Rückenwind: 0,1 m/s, Finale am 4. September

## Windbedingungen
In den folgenden Ergebnisübersichten sind die Windbedingungen zu den einzelnen Sprüngen benannt. Der erlaubte Grenzwert liegt bei zwei Metern pro Sekunde. Bei stärkerer Windunterstützung wird die Weite für den Wettkampf gewertet, findet jedoch keinen Eingang in Rekord- und Bestenlisten.
Im Dreisprung wurde in Qualifikation und Finale kein einziger Sprung von unzulässigem Rückenwind unterstützt.

## Legende
Kurze Übersicht zur Bedeutung der Symbolik – so üblicherweise auch in sonstigen Veröffentlichungen verwendet:
| – | verzichtet |
| x | ungültig   |

## Qualifikation
2. September 2011, 10:30 Uhr
31 Teilnehmer traten in zwei Gruppen zur Qualifikationsrunde an. Die Qualifikationsweite für den direkten Finaleinzug betrug 17,10 m. Sieben Athleten übertrafen diese Marke (hellblau unterlegt). Das Finalfeld wurde mit den fünf nächstplatzierten Sportlern auf zwölf Springer aufgefüllt (hellgrün unterlegt). So mussten schließlich 16,81 m für die Finalteilnahme erbracht werden.

### Gruppe A
| Platz | Name                | Nation              | Resultat (m) | 1. Versuch (m) Wind (m/s) | 2. Versuch (m) Wind (m/s) | 3. Versuch (m) Wind (m/s) |
| 1     | Will Claye          | USA                 | 17,19        | x                         | 17,19 / −0,4              | –                         |
| 2     | Phillips Idowu      | Großbritannien      | 17,17        | 17,17 / +0,5              | –                         | –                         |
| 3     | Leevan Sands        | Bahamas             | 17,13        | 17,13 / +0,4              | –                         | –                         |
| 4     | Benjamin Compaoré   | Frankreich          | 17,11        | 17,11 / +0,1              | –                         | –                         |
| 5     | Christian Taylor    | USA                 | 16,99        | x                         | 16,99 / +0,7              | 16,81 / −0,1              |
| 6     | Scheryf El-Scheryf  | Ukraine             | 16,81        | 16,81 / +0,4              | x                         | 16,73 / +0,4              |
| 7     | Arnie David Giralt  | Kuba                | 16,74        | 16,74 / +0,2              | 16,68 / −0,8              | 16,17 / −0,4              |
| 8     | Fabrizio Schembri   | Italien             | 16,71        | 16,71 / +0,3              | 16,28 / +0,1              | 16,63 / +0,3              |
| 9     | Alexei Fjodorow     | Russland            | 16,42        | 15,84 / +0,3              | 16,42 / +0,5              | 16,26 / +0,1              |
| 10    | Samyr Lainé         | Haiti               | 16,38        | 16,38 /+0,1               | 15,83 / +0,4              | 16,30 / +0,2              |
| 11    | Li Yanxi            | Volksrepublik China | 16,28        | 15,68 /+0,3               | 16,28 / +0,4              | 15,42 / +0,3              |
| 12    | Wilbert Walker      | Jamaika             | 15,97        | 15,66 / ±0,0              | 14,50 / +0,4              | 15,97 / +0,2              |
| NM    | Kim Duk-Hyung       | Südkorea            | ogV          | x                         | x                         | x                         |
| NM    | Seif Islam Temacini | Algerien            | ogV          | x                         | x                         | x                         |
| NM    | Renjith Maheswary   | Indien              | ogV          | x                         | x                         | x                         |
| NM    | Tumelo Thagane      | Südafrika           | ogV          | x                         | x                         | x                         |

In Qualifikationsgruppe A ausgeschiedene Dreispringer:

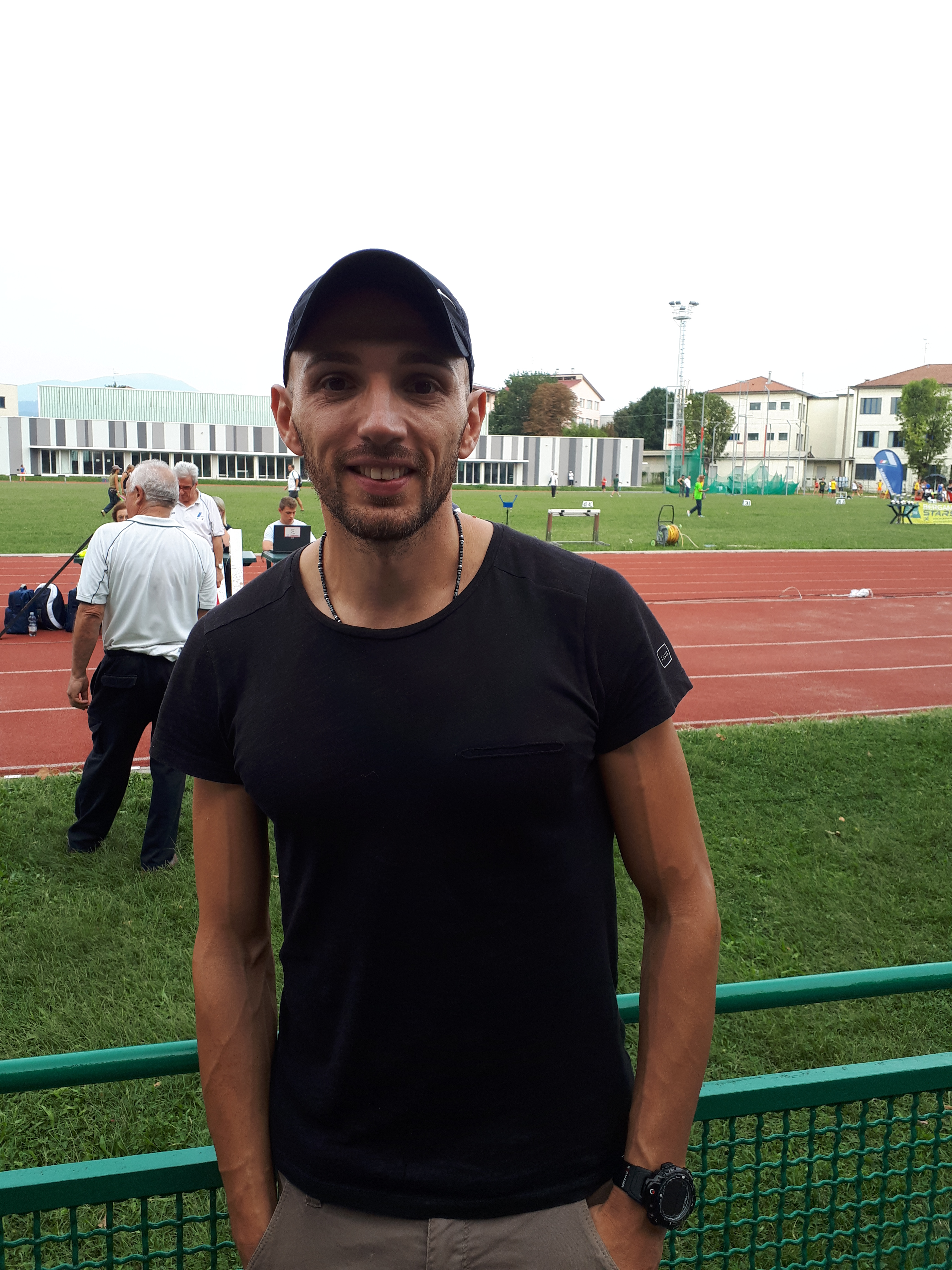
Fabrizio Schembri Rang acht mit 16,71 m
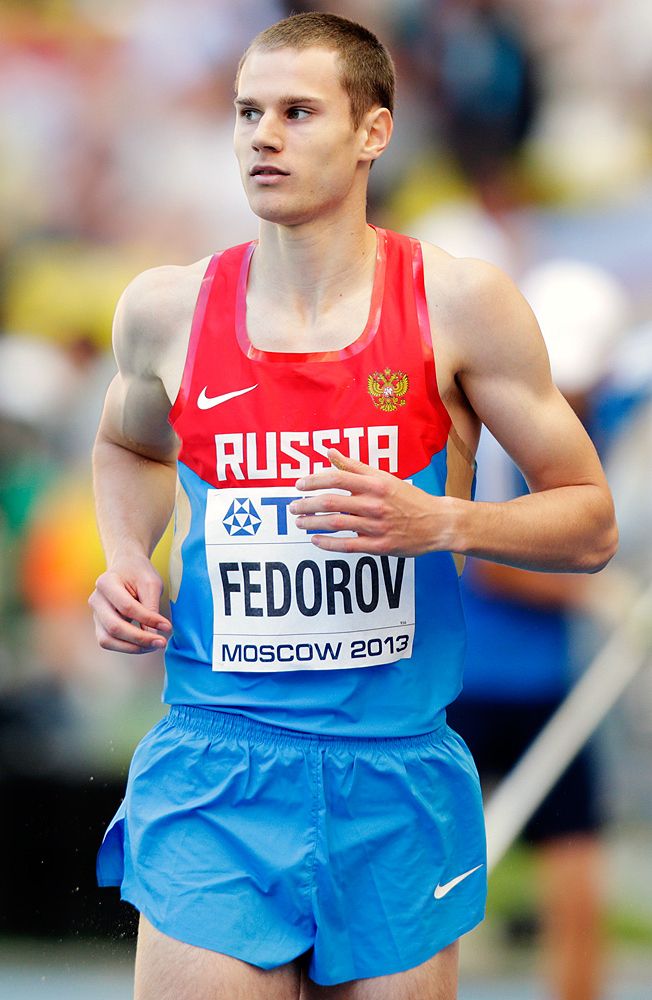
Alexei Fjodorow Rang neun mit 16,42 m
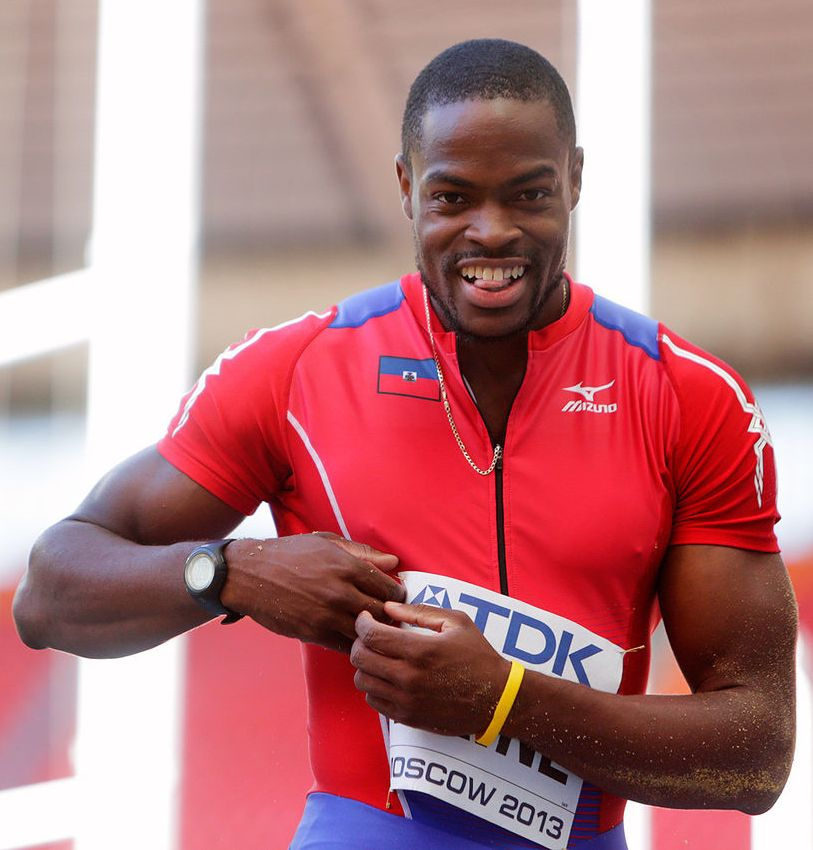
Samyr Lainé Rang zehn mit 16,38 m
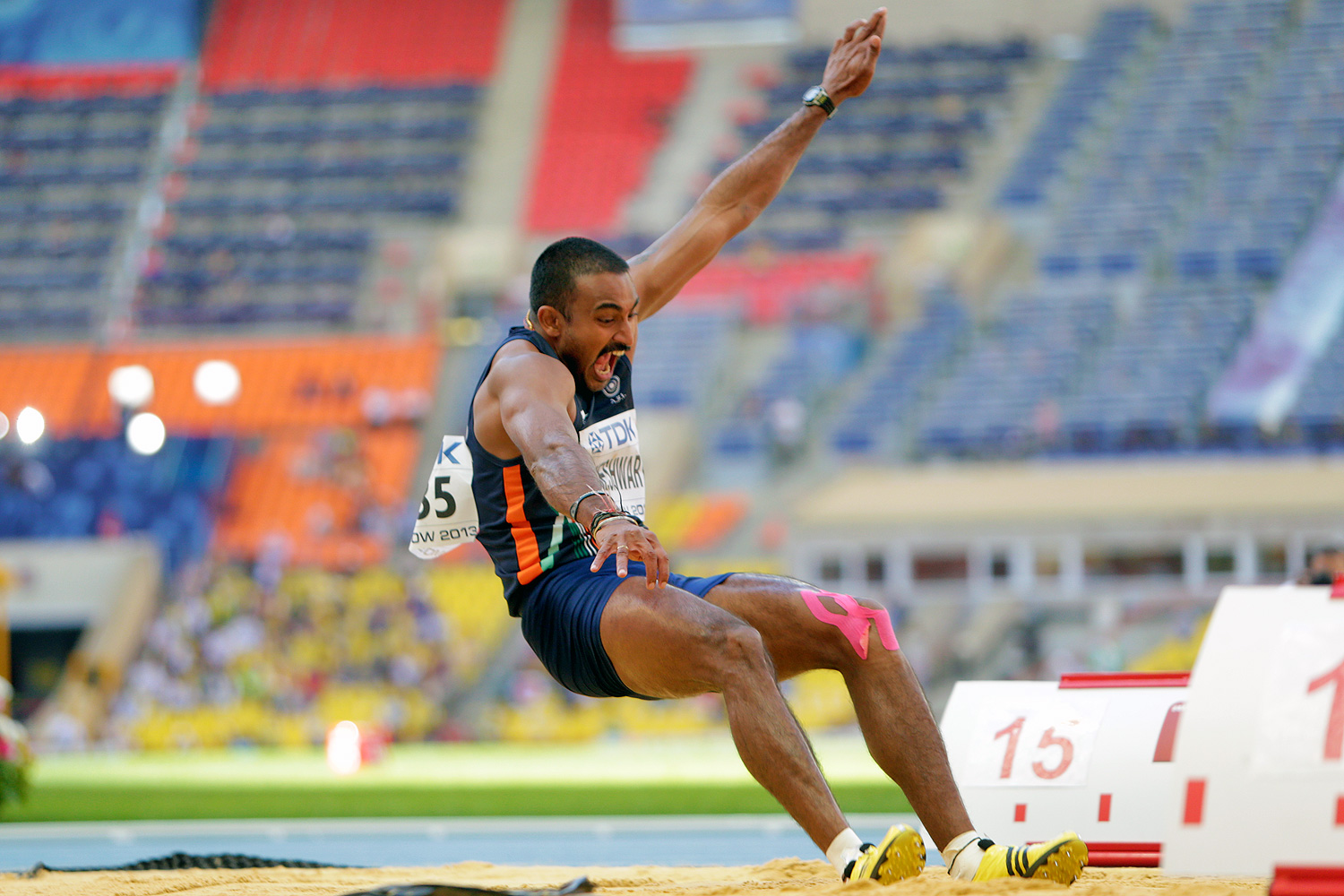
Renjith Maheswary ohne gültigen Versuch

### Gruppe B
| Platz | Name               | Nation      | Resultat (m) | 1. Versuch (m) Wind (m/s) | 2. Versuch (m) Wind (m/s) | 3. Versuch (m) Wind (m/s) |
| 1     | Alexis Copello     | Kuba        | 17,31        | 17,06 / −0,4              | 17,31 / +0,2              | –                         |
| 2     | Nelson Évora       | Portugal    | 17,20        | 17,05 / −0,3              | 17,20 / +0,6              | –                         |
| 3     | Christian Olsson   | Schweden    | 17,16        | 16,55 / +0,1              | 17,16 / ±0,0              | –                         |
| 4     | Yoandri Betanzos   | Kuba        | 17,01        | 17,01 / ±0,0              | 13,66 / +0,4              | –                         |
| 5     | Fabrizio Donato    | Italien     | 16,88        | 16,55 / +0,4              | 16,70 / −0,3              | 16,88 / −0,1              |
| 6     | Henry Frayne       | Australien  | 16,83        | 16,54 / ±0,0              | 16,83 / +0,2              | 16,64 / +0,1              |
| 7     | Marian Oprea       | Rumänien    | 16,61        | x                         | 16,61 / +0,7              | 16,19 / −0,9              |
| 8     | Tosin Oke          | Nigeria     | 16,60        | x                         | 16,50 / −0,3              | 16,60 / −1,2              |
| 9     | Jefferson Sabino   | Brasilien   | 16,51        | 16,18 / −0,3              | 15,91 / +0,3              | 16,51 / −0,1              |
| 10    | Hugo Mamba-Schlick | Kamerun     | 16,15        | 15,66 / −0,2              | 15,93 / +0,2              | 16,15 / −0,7              |
| 11    | Anders Møller      | Dänemark    | 16,14        | 16,14 / +0,2              | 14,07 / ±0,0              | x                         |
| 12    | Walter Davis       | USA         | 16,12        | 15,28 / −0,3              | 14,93 / +0,3              | 16,12 / −0,1              |
| 13    | Yevhen Semenenko   | Ukraine     | 15,96        | x                         | 15,72 / +0,7              | 15,96 / −0,9              |
| 14    | Maximiliano Díaz   | Argentinien | 15,91        | 15,91 / ±0,0              | 15,65 / +0,5              | x                         |
| NM    | Jewgeni Ektow      | Kasachstan  | ogV          | x                         | x                         | x                         |

In Qualifikationsgruppe B ausgeschiedene Dreispringer:

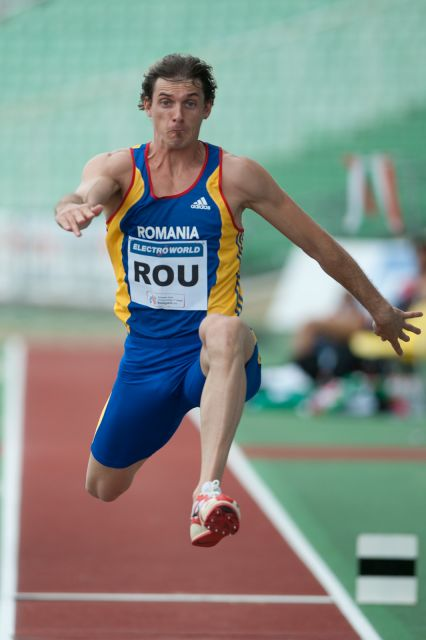
Marian Oprea, 2004 Olympiazweiter, 2005 WM-Dritter und 2010 Vizeeuropameister – Rang sieben mit 16,61 m
Hugo Mamba-Schlick Rang zehn mit 16,15 m
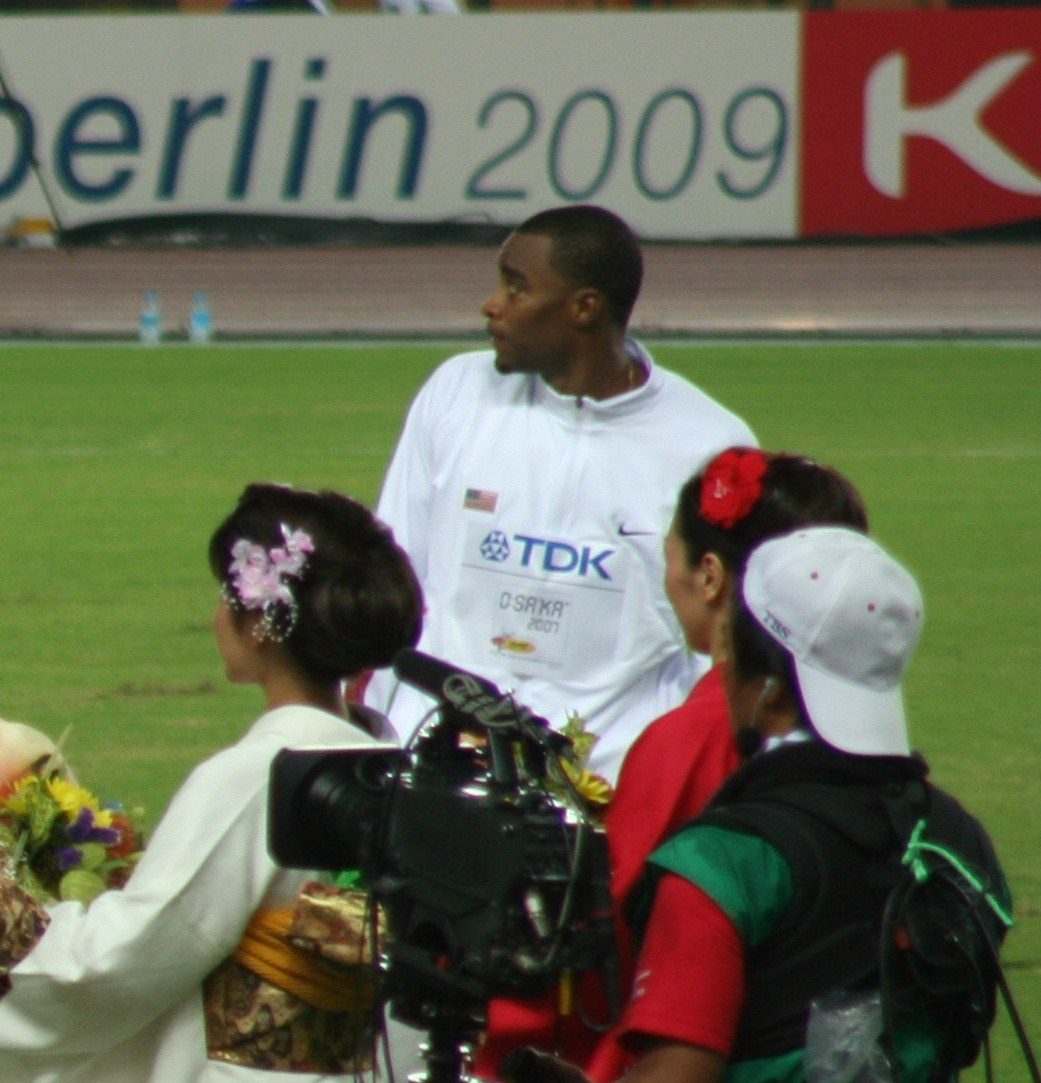
Walter Davis, Weltmeister von 2005 und WM-Dritter von 2007 – Rang zwölf mit 16,12 m

## Finale
4. September 2011, 19:05 Uhr
| Platz | Name               | Nation         | Resultat (m) | 1. Versuch (m) Wind (m/s) | 2. Versuch (m) Wind (m/s) | 3. Versuch (m) Wind (m/s) | 4. Versuch (m) Wind (m/s)                | 5. Versuch (m) Wind (m/s)                | 6. Versuch (m) Wind (m/s)                |
| 1     | Christian Taylor   | USA            | 17,96 WL     | x                         | 17,04 / +0,4              | 17,40 / +0,3              | 17,96 / +0,1                             | –                                        | 15,64 / −0,1                             |
| 2     | Phillips Idowu     | Großbritannien | 17,77        | 17,56 / ±0,0              | 17,38 / −0,3              | 17,70 / +0,2              | 17,77 / ±0,0                             | 17,48 / +0,1                             | 17,49 / −0,6                             |
| 3     | Will Claye         | USA            | 17,50        | x                         | x                         | 17,50 / +0,1              | 17,30 / −0,2                             | –                                        | 17,14 / −0,1                             |
| 4     | Alexis Copello     | Kuba           | 17,47        | x                         | 17,19 / +0,1              | x                         | 17,36 / ±0,0                             | 17,47 / +0,1                             | 16,11 / −0,5                             |
| 5     | Nelson Évora       | Portugal       | 17,35        | 17,35 / ±0,0              | 16,80 / −0,1              | 16,63 / −0,1              | 16,18 / +0,3                             | 16,57 / +0,5                             | 16,95 / −0,4                             |
| 6     | Christian Olsson   | Schweden       | 17,23        | 17,23 / ±0,0              | 16,80 / +0,1              | 17,22 / −0,1              | 16,75 / +0,2                             | –                                        | –                                        |
| 7     | Leevan Sands       | Bahamas        | 17,21        | 16,81 / −0,1              | x                         | 17,07 / ±0,0              | 17,12 / +0,2                             | 17,21 / −0,2                             | 16,59 / −0,6                             |
| 8     | Benjamin Compaoré  | Frankreich     | 17,17        | x                         | 17,04 / ±0,0              | 17,17 / +0,2              | x                                        | 16,99 / −0,1                             | x                                        |
| 9     | Henry Frayne       | Australien     | 16,78        | 16,45 / −0,4              | 16,78 / −0,1              | 16,60 / +0,1              | nicht im Finale der besten acht Springer | nicht im Finale der besten acht Springer | nicht im Finale der besten acht Springer |
| 10    | Fabrizio Donato    | Italien        | 16,77        | 16,77 / +0,1              | x                         | x                         | nicht im Finale der besten acht Springer | nicht im Finale der besten acht Springer | nicht im Finale der besten acht Springer |
| 11    | Yoandri Betanzos   | Kuba           | 16,67        | 14.93 / +0,2              | 16,22 / +0,1              | 16,67 / −0,1              | nicht im Finale der besten acht Springer | nicht im Finale der besten acht Springer | nicht im Finale der besten acht Springer |
| 12    | Scheryf El-Scheryf | Ukraine        | 16,38        | 16,29 / −0,1              | x                         | 16,38 / −0,1              | nicht im Finale der besten acht Springer | nicht im Finale der besten acht Springer | nicht im Finale der besten acht Springer |

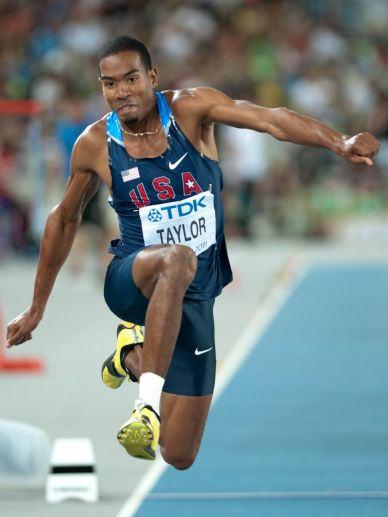
Weltmeister Christian Taylor
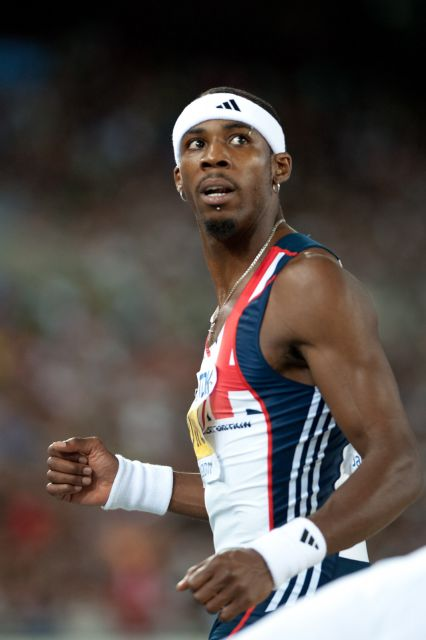
Der Titelverteidiger, Olympiazweite von 2008 und amtierende Europameister Phillips Idowu wurde Vizeweltmeister
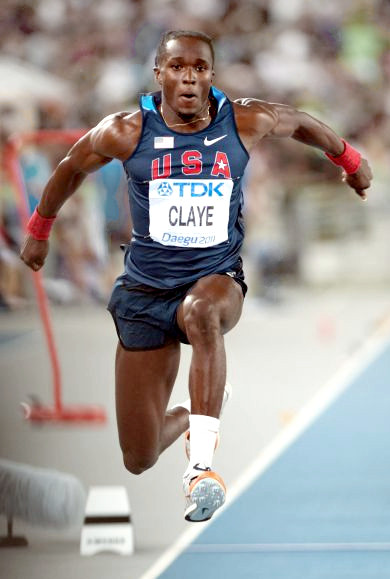
Bronzemedaillengewinner Will Claye

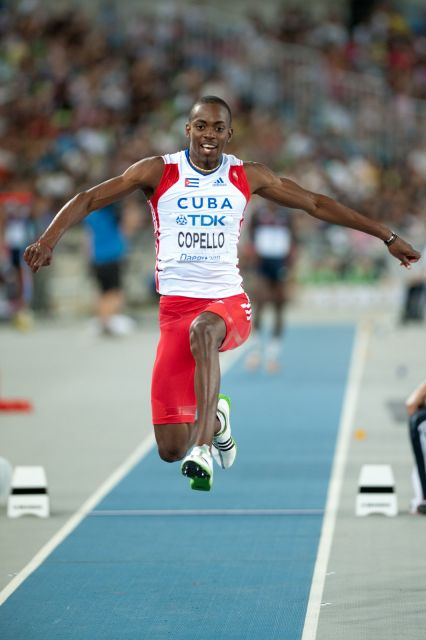
Der WM-Dritte von 2009 Alexis Copello verpasste als Vierter die Bronzemedaille nur um drei Zentimeter
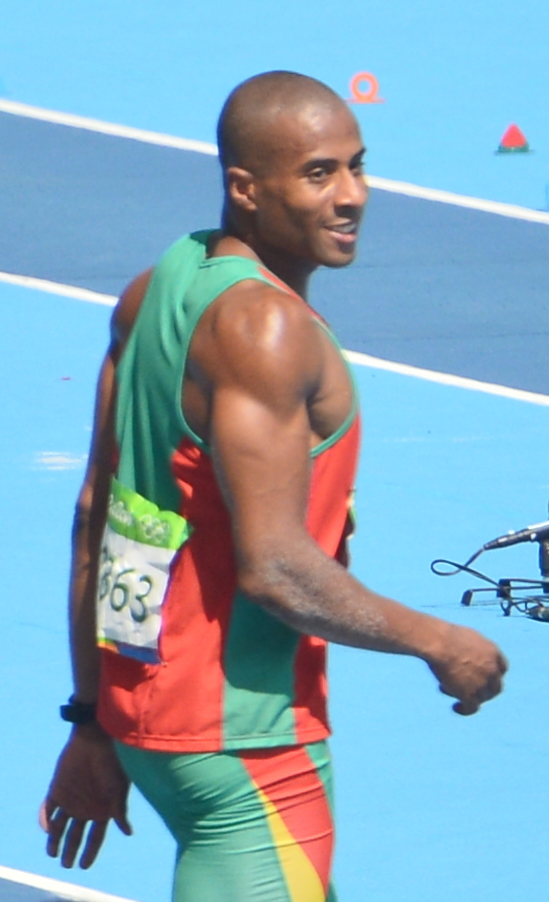
Nelson Évora, aktueller Olympiasieger, Weltmeister von 2007 und WM-Dritter von 2009, kam hier auf den fünften Platz
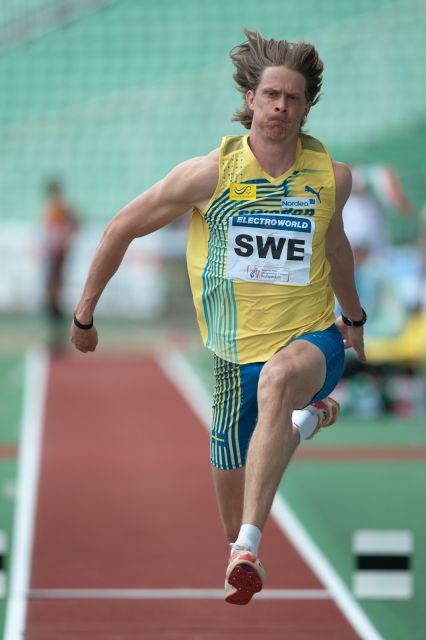
Christian Olsson, 2003 Weltmeister, 2001 Vizeweltmeister, 2004 Olympiasieger und zweifacher Europameister (2002/2006) belegte Rang sechs
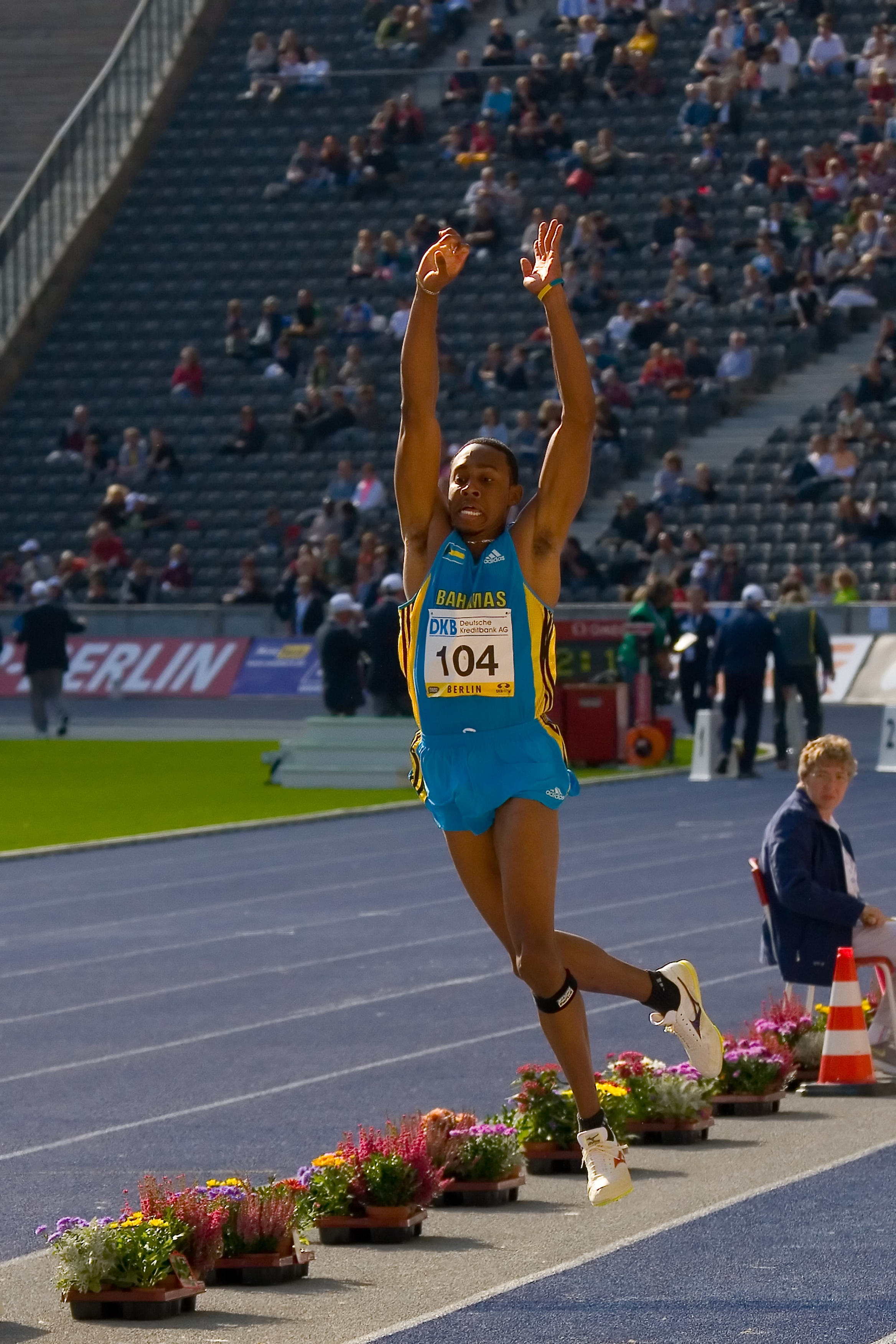
Leevan Sands, 2003 mit WM-Bronze und 2008  mit Olympiabronze dekoriert, erreichte Platz sieben
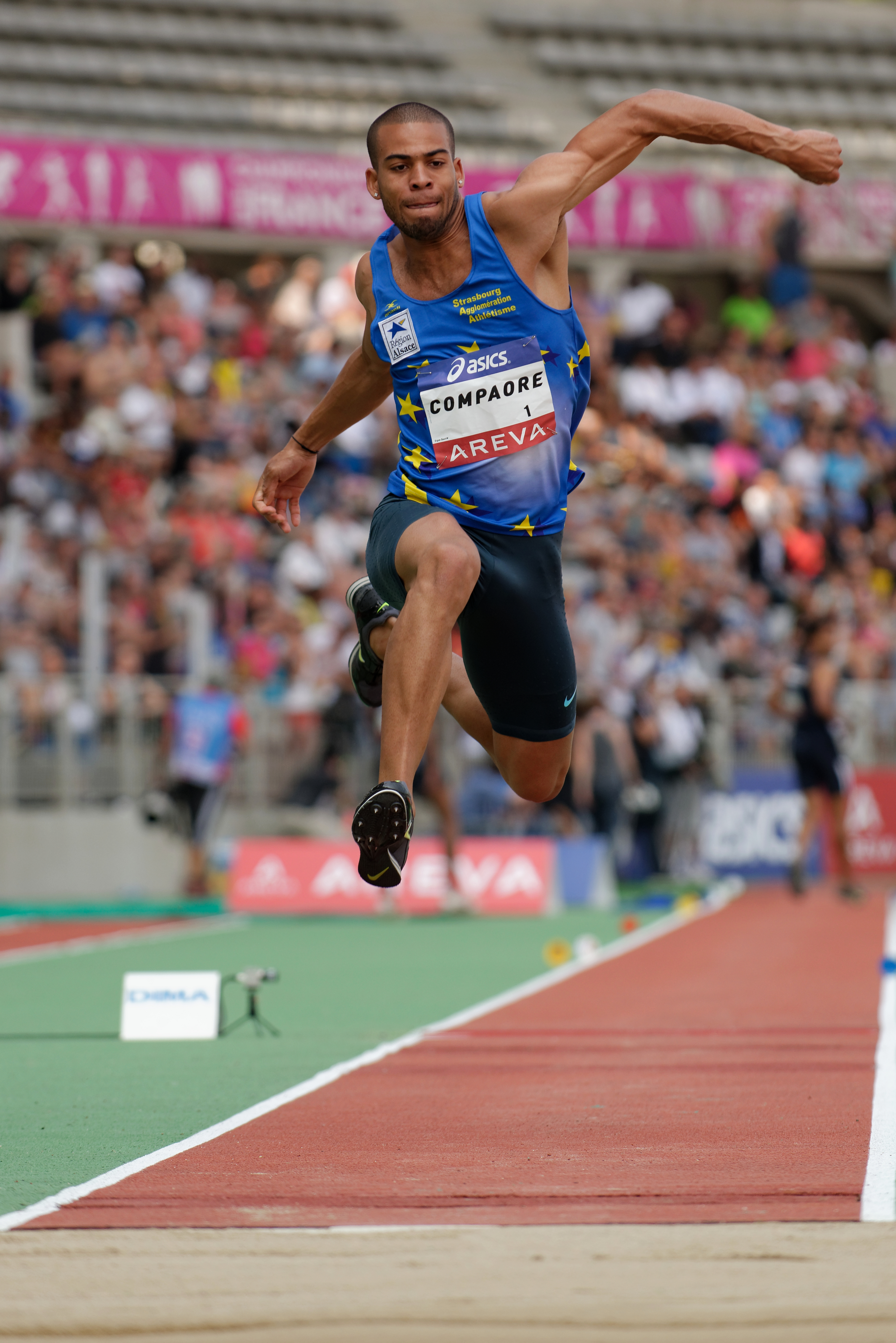
Benjamin Compaoré wurde Achter
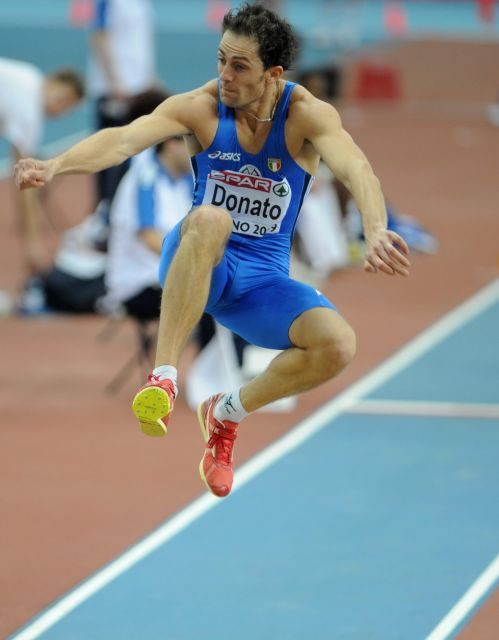
Der zehntplatzierte Fabrizio Donato
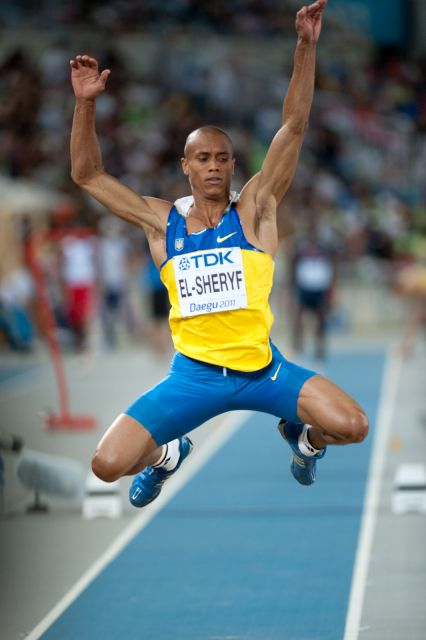
Rang zwölf für Scheryf El-Scheryf

## Video
- Triple jump men final 2011 world championships, Christian Taylor world champion, youtube.com, abgerufen am 29. Dezember 2020